# 蘭陽縣 (臨淮郡)
蘭陽縣，漢置，為侯國，王莽時改建節縣。東漢省；今缺。當在安徽省境。按漢志作蘭陽，王子侯表誤作蘭陵。